# Эббесен, Дагмар
Дагмар Эббесен (швед. Dagmar Wilhelmina Ebbesen, 1 октября 1891 — 5 декабря 1954) — шведская театральная актриса и певица.

## Биография
Дагмар Эббесен родилась в Стокгольме в 1891 г. Она была дочерью Торальда Эббесена и Йенни Эштрём, она была сестрой актрисы Эльсы Эббесен.
Первую свою роль Дагмар сыграла в 13 лет в пьесе Tummeliten в театре Östermalmsteatern. С 1906 по 1909 гг. она работала с Альбертом Ранфтом и с различными передвижными театральными группами ездила по всей стране. Затем она длительное время выступала в театре Folkteatern Гётеборга (1916—1919 гг.) и театре Folkan Стокгольма (1919-1928 гг.).
Успех пришёл к Дагмар в 1921 г., когда она сыграла служанку Кристин в комедии Hemslavinnor - эту роль она впоследствии сыграла около 500 раз. Эта же пьеса стала основой для одноимённого спектакля (1923 г.) и кинофильмов Hemslavinnor 1993 г. и Vi hemslavinnor с Дагмар в главной роли. 
В дальнейшем Дагмар всё меньше играла в театре, отдавая все силы кинематографу. Она играла в основном горничных и порядочных женщин, доводилось ей играть и жёстких и отрицательных персонажей, но и они получались с теплотой и юмором. 
Наиболее удачными кинофильмами Дагмар были Flickorna på Uppåkra (1946 г.), Kvinnan tar befälet (1942 г.), Hemsöborna (1944 г.), Kristin kommenderar (1946 г.).
Дагмар скончалась в 1954 г. в Стокгольме. Её именем была названа улица в Сольне.

## Личная жизнь
Дагмар Эббесен была замужем дважды: в 1911-1913 гг. за Оскаром Тореллом, от которого родился сын Торальд, и с 1926 г. за музыкантом Гербертом Абрахамсоном.